# Сливицкий, Владимир Иванович
Владимир Иванович Сливицкий (укр. Володимир Іванович Сливицький; 10 февраля или 18 февраля (1 марта) 1876, Змиёв, Харьковская губерния, Российская империя — 26 или 27 апреля 1957, Харьков, Украинская ССР, СССР) — русский и советский учёный-правовед и преподаватель, специалист в области гражданского права и теории государства и права.
Окончил Харьковский университет, после чего начал в нём работать. В 1917 году ему было присвоено учёное звание профессора. В начале 1920-х годов возглавлял юридический факультет Харьковского института народного хозяйства, тогда же стал заведующим кафедрой гражданского права и процесса. В 1937 году возглавил новосозданную кафедру теории государства и права Харьковском юридическом институте (реорганизован из юрфака ХИНХа). Во время Великой Отечественной войны работал в Ташкентском юридическом институте. Затем вернулся в Харьков, где продолжил возглавлять кафедру теории государства и права. Подготовил ряд известных учёных-правоведов. В последние годы жизни был профессором кафедры истории и теории государства и права того же вуза.
Занимался общественной деятельностью: был исполняющим обязанности председателя Харьковского общества грамотности (1916—1920) и  депутатом Харьковского городского совета (1927—1934).

## Биография
Владимир Сливицкий родился в 1876 году в Змиёве Харьковской губернии. Разные источники называют разную дату его рождения. Разные источники называли его днём рождения 18 февраля (1 марта) и 10 февраля. Обучался во 2-й Харьковской гимназии, а затем получал высшее образование на юридическом факультете Харьковского университета, который окончил в 1900 году. Оба учебных заведения окончил с золотыми медалями. В 1904 году получил степень магистра гражданского права. После этого работал в Харьковском университете на должностях библиографа и консультанта. В 1906 году перешёл работать на юридический факультет Харьковского университета, где стал приват-доцентом. Вместе с ним на факультете начали работать будущие профессора Владимир Гордон и Николай Палиенко. В том же году вуз выпускал серию книг посвящённых своему столетию, отдельная книга предназначалась и для юридического факультета — «Юридический факультет Харьковского университета за первые сто лет его существования (1805 — 1905)», Сливицкому было поручено написание некоторых статей для её биографического словаря. С 1916 по 1920 год он одновременно с работой в вузе исполнял обязанности председателя Харьковского общества грамотности, участвовал в создании народной энциклопедии, изданной этим обществом. Также был председателем комитета 2-й народной библиотеки-читальни.
В 1917 году Владимир Сливицкий стал профессором на юридического факультета Харьковского университета. Вскоре после прихода большевистской власти в Харькове в декабре 1919 года, Университет — был закрыт. На базе юридического факультета Харьковского университета в 1920 году было открыто правовое отделение в недавно созданном Харьковском институте народного хозяйства, которое спустя год после создания было переименовано в юридический факультет. После образования этого отделения, Народный комиссариат образования Украины назначил Сливицкого его первым деканом и поставил ему задачу организовать работу этого структурного подразделения вуза. По разным данным занимал эту должность с 1920 по 1922 год или с 1921 по 1922 год. В 1920—1936 годах он заведовал кафедрой гражданского права и процесса, читал лекции по гражданскому и семейному праву.
Одновременно с работой в вузе занимался общественной деятельностью. В 1922—1929 годах был консультантом в Совете народных комиссаров Украинской ССР и Украинской государственной плановой комиссии и Народном комиссариате юстиции Украинской ССР. Работая в Наркомюсте, с 1924 года участвовал в разработке проектов ряда законов. С 1927 по 1934 годы избирался депутатом Харьковского городского совета XI, XII и XIII созывов. Кроме того был деканом факультета общественных наук в Харьковском народном университете, лектором на высших женских юридических курсах, председателем резервной комиссии Шатиловской больницы, председателем общестуденческого кооператива Харькова и членом центрального опекунского совета Украинской ССР. Занимался научно-исследовательской деятельностью, был членом Научно-исследовательского института советского строительства и права при ЦИК УССР, кафедры права Украинского института марксизма-ленинизма и научно-исследовательской кафедры «Проблемы современного права», где по состоянию на 1921 год руководил секцией Советского частного права.
В 1930 году на основе юридического факультета Харьковского института народного хозяйства был создан Харьковский институт советского строительства и права, который в 1933 году преобразован во Всеукраинский институт советского строительства и права, а в 1937 — в Харьковский юридический институт. В 1930-х годах в вузе сформировалась группа учёных исследующих теорию государства и права, в которую вошёл и Владимир Сливицкий. В 1936 году в курс обучения юридических вузов в СССР был введён обязательный курс теории государства и права, из-за чего в 1937 году в вузе была образована кафедра теории государства и права. Заведующим новосозданной кафедры в 1937 или 1938 году стал профессор Сливицкий. Работая на этой кафедре, он читал лекции по теории государства и права, истории политических учений и логике. После немецкой оккупации Харькова в 1941 году юридический институт временно приостановил свою деятельность, а профессора этого вуза были переведены в другие юридический вузы СССР. Владимир Сливицкий и Савелий Фукс были направлены в Алма-Атинский юридический институт. Однако согласно данным М. В. Цвика, с 1941 по 1944 год Владимир Сливицкий работал на должности профессора в Ташкентском юридическом институте. В это же время занимался агитационно-пропагандистской работой в военных соединениях и госпиталях.
В 1944 году Владимир Сливицкий вернулся в Харьков и продолжил работу в юридическом институте на должности заведующего кафедрой теории государства и права. Работая на этой должности подготовил учёных, часть которых в будущем стала «ядром кафедры». Молодые учёные кафедры «сгруппировались вокруг» него и исследовали актуальные, на тот момент, проблемы теории права. В частности, он был научным руководителем у: И. С. Дрейслера, В. В. Копейчикова, М. Э. Магидсон, П. Е. Недбайло, П. Т. Полежая и М. М. Цвика. Учениками Сливицкого считаются и другие учёные, которые защитили свои диссертации не под его научным руководством (М. И. Бару, М. В. Гордон, В. М. Корецкий, В. Ф. Маслов, П. Е. Недбайло, Р. С. Павловский, А. А. Пушкин, А. И. Рогожин, В. В. Сташис, С. Л. Фукс, О. М. Якуба).
В 1949 году вступил во Всесоюзную коммунистическую партию (большевиков). В 1955 году кафедра теории государства и права была объединена с кафедрой истории государства и права, в результате чего была образована кафедра теории и истории государства и права. Сливицкий был профессором этой кафедры вплоть до своей смерти. По другим данным, кафедры были объеденные уже после его смерти. По разным данным, Владимир Иванович скончался 26 или 27 апреля 1957 года в Харькове.

## Оценки
Выпускник Харьковского юридического института (1951) и украинский политический деятель Георгий Крючков, характеризовал своих институтских наставников, которые для него были примерами для подражания, в число которых входил и Владимир Иванович, как принципиальных людей, которые не поддавались конъюнктуре, а жили по закону и по совести.

Мне повезло учиться в Харьковском юридическом институте (еще носившем имя Л. М. Кагановича), когда значительную часть профессоров и преподавателей составляли известнейшие ученые с дореволюционным стажем. Один из них — профессор Владимир Иванович Сливицкий — был уже более чем в преклонном возрасте. Его рассеянность породила анекдоты, цитируемые по сей день. Но на лекциях профессор преображался. Его любили, слушали затаив дыхание. Нередко он отходил от темы и рассказывал о своих встречах с выдающимися людьми прошлого, о событиях, не попавших на страницы официальной истории. Наряду с курсом теории государства и права, В. И. Сливицкий вел факультатив по ораторскому искусству.— доктор юридических наук Борис Розовский, выпускник Харьковского юридического института 1953 года
Ученица Владимира Сливицкого — профессор Елена Компаниец, отмечала, что он «совершенно не умел быть руководителем», но при этом он был «настоящим, глубоким ученым».
На своих лекциях профессор Сливицкий не только излагал плановый учебный материал, но ещё и высказывал и аргументировал собственные новые научные идеи относительно тех тем, которые входили в число его научных интересов. Профессор Елена Дашковская называла лекции Владимира Ивановича «настоящим научным творчеством». Также Дашковская отмечала, что такие качества профессора Сливицкого, как: огромная эрудиция, огромные моральные качества и общественная активность — обеспечили глубокое уважение со стороны коллег и студентов.

## Научная деятельность
В круг исследовательских интересов В. И. Сливицкого входили проблемы общей теории правоотношений и исторические типы права. Исследовал соотношение права, морали и правосознания, а также теорию юридических актов и правоотношений. Также он специализировался в гражданском и семейном праве. Последние несколько лет своей жизни Сливицкий занимался разработкой теории правовых отношений. Тогда же он начал руководить научной работой других учёных по исследованию актуальных проблем теории права. Вместе со своими учениками Марком Цвиком и Владимиром Копейчиковым  основал научную политико-правовую школу (научно-исследовательское направление), которая занималась исследованием постановок, разработок и решений политически важных проблем учений о государстве и праве.
Среди трудов В. И. Сливицкого наиболее значимыми являются: «Авторское право» (1912), «Право на честное к себе отношение» (1915), «О передаче векселя» (1919), «Юридическое положение частной промышленности в УССР и СССР» (1923), «Основные вопросы брачного и семейного права УССР», «Учения К. Маркса про собственность» (1933) и «Курс хозяйственного права» (1935). В работе «Право на честное к себе отношение» учёный изучил вопросы связанные с поведением человека в обществе, с точки зрения гуманизма и демократии. В период НЭПа Сливицкий занимался исследованием юридических аспектов организации управления социалистической промышленности, правовое определение частной собственности и правовое определение рамок контроля за ней со стороны государства. Данные темы были затронуты в следующих работах Владимира Сливицкого: «Тресты, как организационно-правовая форма объединения государственных промышленных предприятий», «Юридическое положение частной собственности в УССР и РСФСР», а также в научно-практическом комментарии к Гражданскому кодексу (автор разделов — «Основные положения», «Субъекты прав», «Объекты прав» и «Соглашения»). В 1920-х—1930-х годах занимался изучением аспекта права собственности в работах Карла Маркса, а результаты своих исследований публиковал в журналах «Коммунист» и «Революционное право».

## Награды
Владимир Сливицкий был удостоен следующих наград:
- Орден Трудового Красного Знамени (1946) — «в связи с 70-летием со дня рождения и 45-летием научно-педагогической деятельности»[7];
- Медаль «За доблестный труд в Великой Отечественной войне 1941—1945 гг.»[7][25];
- Почётная грамота Президиума Верховного Совета УССР[7][25];